# Curriea philippei
Curriea philippei är en stekelart som beskrevs av Falco 2000. Curriea philippei ingår i släktet Curriea och familjen bracksteklar. Inga underarter finns listade i Catalogue of Life.